# 张家圩镇
张家圩镇，是中华人民共和国江苏省宿迁市泗阳县下辖的一个乡镇级行政单位。2020年7月，撤销穿城镇、张家圩镇，设立新的穿城镇。以原穿城镇、张家圩镇的行政区域为穿城镇行政区域。

## 行政区划
张家圩镇下辖以下地区：
张圩社区、树强社区、大园村、颜圩村、王圩村、马泓村、小史集村、农庄村、向阳村、金星村和集体村。